# Szaturnusz-díj a legjobb sci-fi-filmnek
A legjobb sci-fi-filmnek járó Szaturnusz-díjat évente adja át az Academy of Science Fiction, Fantasy & Horror Films szervezet. A díjjal a sci-fi műfajának alkotásait jutalmazzák az első, 1973-as díjátadó óta.

## Győztesek és jelöltek
Győztes film
- – Oscar-nyertes mű legjobb film kategóriában.
- – Oscarra jelölt mű legjobb film kategóriában.

(MEGJEGYZÉS: Az Év oszlop az adott művek megjelenési évére utal, a tényleges díjátadó ceremóniát a következő évben rendezték meg.)

### 1970-es évek
| Év                                 | Magyar cím                         | Eredeti cím |
| ---------------------------------- | ---------------------------------- | ----------- |
| 1972 (1. gála)                     |                                    |             |
| Az ötös számú vágóhíd              | Slaughterhouse-Five                |             |
| 1973 (2. gála)                     |                                    |             |
| Zöld szója                         | Soylent Green                      |             |
|                                    | Beware! The Blob                   |             |
| A delfin napja                     | The Day of the Dolphin             |             |
| Feltámad a vadnyugat               | Westworld                          |             |
| Hétalvó                            | Sleeper                            |             |
| A majmok bolygója 5. – A csata     | Battle for the Planet of the Apes  |             |
|                                    | The Neptune Factor                 |             |
|                                    | Sssssss                            |             |
| 1974/1975 (3. gála)                |                                    |             |
| Rollerball                         | Rollerball                         |             |
| A fiú és a kutyája                 | A Boy and His Dog                  |             |
| A stepfordi feleségek              | The Stepford Wives                 |             |
| 1976 (4. gála)                     |                                    |             |
| Logan futása                       | Logan's Run                        |             |
| Eljövendő világ                    | Futureworld                        |             |
|                                    | Embryo                             |             |
| A Földre pottyant férfi            | The Man Who Fell to Earth          |             |
|                                    | God Told Me To                     |             |
| Hálózat                            | Network                            |             |
| Solaris                            | Solaris (Солярис)                  |             |
| 1977 (5. gála)                     |                                    |             |
| Star Wars IV. rész – Egy új remény | Star Wars                          |             |
| Dr. Moreau szigete                 | The Island of Dr. Moreau           |             |
| Harmadik típusú találkozások       | Close Encounters of the Third Kind |             |
| A komputer gyermeke                | Demon Seed                         |             |
|                                    | Twilight's Last Gleaming           |             |
| 1978 (6. gála)                     |                                    |             |
| Superman                           | Superman                           |             |
| A brazíliai fiúk                   | The Boys from Brazil               |             |
| Földi űrutazás                     | Capricorn One                      |             |
| Macska az űrből                    | The Cat from Outer Space           |             |
| A testrablók támadása              | Invasion of the Body Snatchers     |             |
| 1979 (7. gála)                     |                                    |             |
| A nyolcadik utas: a Halál          | Alien                              |             |
| A fekete lyuk                      | The Black Hole                     |             |
| Időről időre                       | Time After Time                    |             |
| Moonraker – Holdkelte              | Moonraker                          |             |
| Star Trek: Csillagösvény           | Star Trek: The Motion Picture      |             |

### 1980-as évek
| Év                                        | Magyar cím                          | Eredeti cím |
| ----------------------------------------- | ----------------------------------- | ----------- |
| 1980 (8. gála)                            |                                     |             |
| Star Wars V. rész – A Birodalom visszavág | The Empire Strikes Back             |             |
| Csata a csillagokon túl                   | Battle Beyond the Stars             |             |
| Flash Gordon                              | Flash Gordon                        |             |
| Változó állapotok                         | Altered States                      |             |
| Végső visszaszámlálás                     | The Final Countdown                 |             |
| 1981 (9. gála)                            |                                     |             |
| Superman II.                              | Superman II                         |             |
| Gyilkos bolygó                            | Outland                             |             |
|                                           | Heartbeeps                          |             |
|                                           | Heavy Metal                         |             |
| Menekülés New Yorkból                     | Escape from New York                |             |
| 1982 (10. gála)                           |                                     |             |
| E. T., a földönkívüli                     | E.T. the Extra-Terrestrial          |             |
|                                           | Endangered Species                  |             |
| Szárnyas fejvadász                        | Blade Runner                        |             |
| Tron, avagy a számítógép lázadása         | Tron                                |             |
| Űrszekerek II: A Khan bosszúja            | Star Trek II: The Wrath of Khan     |             |
| 1983 (11. gála)                           |                                     |             |
| Star Wars VI. rész – A Jedi visszatér     | Return of the Jedi                  |             |
| Agyhalál                                  | Brainstorm                          |             |
| Háborús játékok                           | WarGames                            |             |
| Kék villám                                | Blue Thunder                        |             |
|                                           | Strange Invaders                    |             |
| 1984 (12. gála)                           |                                     |             |
| Terminátor – A halálosztó                 | The Terminator                      |             |
| 2010 – A kapcsolat éve                    | 2010: The Year We Make Contact      |             |
| Csillagember                              | Starman                             |             |
| Dűne                                      | Dune                                |             |
| Star Trek III: Spock nyomában             | Star Trek III: The Search for Spock |             |
| 1985 (13. gála)                           |                                     |             |
| Vissza a jövőbe                           | Back to the Future                  |             |
| Halálvágta                                | A View to a Kill                    |             |
| Kedves ellenségem                         | Enemy Mine                          |             |
| Mad Max 3.                                | Mad Max 3: Beyond Thunderdome       |             |
| Selyemgubó                                | Cocoon                              |             |
| 1986 (14. gála)                           |                                     |             |
| A bolygó neve: Halál                      | Aliens                              |             |
| Előre a múltba                            | Peggy Sue Got Married               |             |
| Gyermek az időben                         | Flight of the Navigator             |             |
| Rövidzárlat                               | Short Circuit                       |             |
| Star Trek IV: A hazatérés                 | Star Trek IV: The Voyage Home       |             |
| 1987 (15. gála)                           |                                     |             |
| Robotzsaru                                | RoboCop                             |             |
| Gyilkos az űrből (A rejtőzködő)           | The Hidden                          |             |
| He-Man – A világ ura                      | Masters of the Universe             |             |
| A menekülő ember                          | The Running Man                     |             |
| Ragadozó                                  | Predator                            |             |
| Vérbeli hajsza                            | Innerspace                          |             |
| 1988 (16. gála)                           |                                     |             |
| Földönkívüli zsaru                        | Alien Nation                        |             |
| Elpusztíthatatlanok                       | They Live                           |             |
| A massza                                  | The Blob                            |             |
| Marslakó a mostohám                       | My Stepmother Is an Alien           |             |
| Rövidzárlat 2.                            | Short Circuit 2                     |             |
| Selyemgubó 2. – A visszatérés             | Cocoon: The Return                  |             |
| 1989 / 1990 (17. gála)                    |                                     |             |
| Total Recall – Az emlékmás                | Total Recall                        |             |
| Ahová lépek, szörny terem                 | Tremors                             |             |
| Bill és Ted zseniális kalandja            | Bill & Ted's Excellent Adventure    |             |
| Drágám, a kölykök összementek!            | Honey, I Shrunk the Kids            |             |
| Egyenesen át                              | Flatliners                          |             |
| A mélység titka                           | The Abyss                           |             |
| Robotzsaru 2.                             | RoboCop 2                           |             |
| Vissza a jövőbe II.                       | Back to the Future Part II          |             |
| Vissza a jövőbe III.                      | Back to the Future Part III         |             |

### 1990-es évek
| Év                  | Magyar cím                                 | Eredeti cím                               |
| ------------------- | ------------------------------------------ | ----------------------------------------- |
| 1991 (18. díjátadó) | Terminátor 2. – Az ítélet napja            | Terminator 2: Judgment Day                |
| 1991 (18. díjátadó) | Az örök Frankenstein                       | Frankenstein Unbound                      |
| 1991 (18. díjátadó) | Időrés                                     | Timescape                                 |
| 1991 (18. díjátadó) | –                                          | Prayer of the Rollerboys                  |
| 1991 (18. díjátadó) | Ragadozó 2.                                | Predator 2                                |
| 1991 (18. díjátadó) | –                                          | The Rocketeer                             |
| 1992 (19. díjátadó) | Star Trek VI: A nem ismert tartomány       | Star Trek VI: The Undiscovered Country    |
| 1992 (19. díjátadó) | A végső megoldás: Halál                    | Alien 3                                   |
| 1992 (19. díjátadó) | Szabad préda                               | Freejack                                  |
| 1992 (19. díjátadó) | Drágám, a kölyök marha nagy lett!          | Honey, I Blew Up the Kid                  |
| 1992 (19. díjátadó) | A fűnyíró ember                            | The Lawnmower Man                         |
| 1992 (19. díjátadó) | Semmit a szemnek                           | Memoirs of an Invisible Man               |
| 1993 (20. díjátadó) | Jurassic Park                              | Jurassic Park                             |
| 1993 (20. díjátadó) | A pusztító                                 | Demolition Man                            |
| 1993 (20. díjátadó) | Égi tűz                                    | Fire in the Sky                           |
| 1993 (20. díjátadó) | Fortress – 33 emelet mélyen a pokolban     | Fortress                                  |
| 1993 (20. díjátadó) | Max 3000 – Az ember legjobb barátja        | Man's Best Friend                         |
| 1993 (20. díjátadó) | Meteorember                                | The Meteor Man                            |
| 1993 (20. díjátadó) | Robotzsaru 3.                              | RoboCop 3                                 |
| 1994 (21. díjátadó) | Csillagkapu                                | Stargate                                  |
| 1994 (21. díjátadó) | Testrablók                                 | Body Snatchers                            |
| 1994 (21. díjátadó) | Menekülés Absolomból                       | No Escape                                 |
| 1994 (21. díjátadó) | A parazita                                 | The Puppet Masters                        |
| 1994 (21. díjátadó) | Star Trek: Nemzedékek                      | Star Trek Generations                     |
| 1994 (21. díjátadó) | Street Fighter – Harc a végsőkig           | Street Fighter                            |
| 1994 (21. díjátadó) | Időzsaru                                   | Timecop                                   |
| 1995 (22. díjátadó) | 12 majom                                   | 12 Monkeys                                |
| 1995 (22. díjátadó) | Kongó                                      | Congo                                     |
| 1995 (22. díjátadó) | Dredd bíró                                 | Judge Dredd                               |
| 1995 (22. díjátadó) | Vírus                                      | Outbreak                                  |
| 1995 (22. díjátadó) | A lény                                     | Species                                   |
| 1995 (22. díjátadó) | Strange Days – A halál napja               | Strange Days                              |
| 1995 (22. díjátadó) | Waterworld – Vízivilág                     | Waterworld                                |
| 1996 (23. díjátadó) | A függetlenség napja                       | Independence Day                          |
| 1996 (23. díjátadó) | Menekülés Los Angelesből                   | Escape from L.A.                          |
| 1996 (23. díjátadó) | Dr. Moreau szigete                         | The Island of Dr. Moreau                  |
| 1996 (23. díjátadó) | Támad a Mars!                              | Mars Attacks!                             |
| 1996 (23. díjátadó) | Tudományos Rejtélyek Színháza 3000: A film | Mystery Science Theater 3000: The Movie   |
| 1996 (23. díjátadó) | Star Trek: Kapcsolatfelvétel               | Star Trek: First Contact                  |
| 1997 (24. díjátadó) | Men in Black – Sötét zsaruk                | Men in Black                              |
| 1997 (24. díjátadó) | Alien 4. – Feltámad a Halál                | Alien: Resurrection                       |
| 1997 (24. díjátadó) | Kapcsolat                                  | Contact                                   |
| 1997 (24. díjátadó) | Az ötödik elem                             | The Fifth Element (Le Cinquième Élément)  |
| 1997 (24. díjátadó) | A jövő hírnöke                             | The Postman                               |
| 1997 (24. díjátadó) | Csillagközi invázió                        | Starship Troopers                         |
| 1998 (25. díjátadó) | Armageddon                                 | Armageddon                                |
| 1998 (25. díjátadó) | Dark City                                  | Dark City                                 |
| 1998 (25. díjátadó) | Deep Impact                                | Deep Impact                               |
| 1998 (25. díjátadó) | Lost in Space – Elveszve az űrben          | Lost in Space                             |
| 1998 (25. díjátadó) | Star Trek: Űrlázadás                       | Star Trek: Insurrection                   |
| 1998 (25. díjátadó) | X-akták – Szállj harcba a jövő ellen       | The X Files: Fight the Future             |
| 1999 (26. díjátadó) | Mátrix                                     | The Matrix                                |
| 1999 (26. díjátadó) | Star Wars I. rész – Baljós árnyak          | Star Wars: Episode I – The Phantom Menace |
| 1999 (26. díjátadó) | A 13. emelet                               | The Thirteenth Floor                      |
| 1999 (26. díjátadó) | eXistenZ – Az élet játék                   | eXistenZ                                  |
| 1999 (26. díjátadó) | Galaxy Quest – Galaktitkos küldetés        | Galaxy Quest                              |
| 1999 (26. díjátadó) | Pitch Black – 22 évente sötétség           | Pitch Black                               |

### 2000-es évek
| Év                  | Magyar cím                                    | Eredeti cím                                        |
| ------------------- | --------------------------------------------- | -------------------------------------------------- |
| 2000 (27. díjátadó) | X-Men – A kívülállók                          | X-Men                                              |
| 2000 (27. díjátadó) | A hatodik napon                               | The 6th Day                                        |
| 2000 (27. díjátadó) | A sejt                                        | The Cell                                           |
| 2000 (27. díjátadó) | Árnyék nélkül                                 | Hollow Man                                         |
| 2000 (27. díjátadó) | Űrcowboyok                                    | Space Cowboys                                      |
| 2000 (27. díjátadó) | Titán – Időszámításunk után                   | Titan A.E.                                         |
| 2001 (28. díjátadó) | A. I. – Mesterséges értelem                   | A.I. Artificial Intelligence                       |
| 2001 (28. díjátadó) | Jurassic Park III.                            | Jurassic Park III                                  |
| 2001 (28. díjátadó) | Lara Croft: Tomb Raider                       | Lara Croft: Tomb Raider                            |
| 2001 (28. díjátadó) | Az egyetlen                                   | The One                                            |
| 2001 (28. díjátadó) | A majmok bolygója                             | Planet of the Apes                                 |
| 2001 (28. díjátadó) | Vanília égbolt                                | Vanilla Sky                                        |
| 2002 (29. díjátadó) | Különvélemény                                 | Minority Report                                    |
| 2002 (29. díjátadó) | Men in Black – Sötét zsaruk 2.                | Men in Black II                                    |
| 2002 (29. díjátadó) | Jelek                                         | Signs                                              |
| 2002 (29. díjátadó) | Solaris                                       | Solaris                                            |
| 2002 (29. díjátadó) | Star Trek – Nemezis                           | Star Trek: Nemesis                                 |
| 2002 (29. díjátadó) | Star Wars II. rész – A klónok támadása        | Star Wars: Episode II – Attack of the Clones       |
| 2003 (30. díjátadó) | X-Men 2.                                      | X2                                                 |
| 2003 (30. díjátadó) | Hulk                                          | Hulk                                               |
| 2003 (30. díjátadó) | Lara Croft: Tomb Raider 2. – Az élet bölcsője | Lara Croft Tomb Raider: The Cradle of Life         |
| 2003 (30. díjátadó) | Mátrix – Forradalmak                          | The Matrix Revolutions                             |
| 2003 (30. díjátadó) | A felejtés bére                               | Paycheck                                           |
| 2003 (30. díjátadó) | Terminátor 3. – A gépek lázadása              | Terminator 3: Rise of the Machines                 |
| 2004 (31. díjátadó) | Egy makulátlan elme örök ragyogása            | Eternal Sunshine of the Spotless Mind              |
| 2004 (31. díjátadó) | Pillangó-hatás                                | The Butterfly Effect                               |
| 2004 (31. díjátadó) | Holnapután                                    | The Day After Tomorrow                             |
| 2004 (31. díjátadó) | Felejtés                                      | The Forgotten                                      |
| 2004 (31. díjátadó) | Én, a robot                                   | I, Robot                                           |
| 2004 (31. díjátadó) | Sky kapitány és a holnap világa               | Sky Captain and the World of Tomorrow              |
| 2005 (32. díjátadó) | Star Wars III. rész – A Sith-ek bosszúja      | Star Wars: Episode III – Revenge of the Sith       |
| 2005 (32. díjátadó) | Fantasztikus Négyes                           | Fantastic Four                                     |
| 2005 (32. díjátadó) | A sziget                                      | The Island                                         |
| 2005 (32. díjátadó) | A fiók                                        | The Jacket                                         |
| 2005 (32. díjátadó) | Serenity                                      | Serenity                                           |
| 2005 (32. díjátadó) | Világok harca                                 | War of the Worlds                                  |
| 2006 (33. díjátadó) | Az ember gyermeke                             | Children of Men                                    |
| 2006 (33. díjátadó) | Deja Vu                                       | Déjà Vu                                            |
| 2006 (33. díjátadó) | A forrás                                      | The Fountain                                       |
| 2006 (33. díjátadó) | A tökéletes trükk                             | The Prestige                                       |
| 2006 (33. díjátadó) | V mint vérbosszú                              | V for Vendetta                                     |
| 2006 (33. díjátadó) | X-Men: Az ellenállás vége                     | X-Men: The Last Stand                              |
| 2007 (34. díjátadó) | Cloverfield                                   | Cloverfield                                        |
| 2007 (34. díjátadó) | A Fantasztikus Négyes és az Ezüst Utazó       | Fantastic Four: Rise of the Silver Surfer          |
| 2007 (34. díjátadó) | Legenda vagyok                                | I Am Legend                                        |
| 2007 (34. díjátadó) | Az utolsó Mimic                               | The Last Mimzy                                     |
| 2007 (34. díjátadó) | Napfény                                       | Sunshine                                           |
| 2007 (34. díjátadó) | Transformers                                  | Transformers                                       |
| 2008 (35. díjátadó) | A Vasember                                    | Iron Man                                           |
| 2008 (35. díjátadó) | Sasszem                                       | Eagle Eye                                          |
| 2008 (35. díjátadó) | Indiana Jones és a kristálykoponya királysága | Indiana Jones and the Kingdom of the Crystal Skull |
| 2008 (35. díjátadó) | Hipervándor                                   | Jumper                                             |
| 2008 (35. díjátadó) | Amikor megállt a Föld                         | The Day the Earth Stood Still                      |
| 2008 (35. díjátadó) | A hihetetlen Hulk                             | The Incredible Hulk                                |
| 2009 (36. díjátadó) | Avatar                                        | Avatar                                             |
| 2009 (36. díjátadó) | Képlet                                        | Knowing                                            |
| 2009 (36. díjátadó) | Hold                                          | Moon                                               |
| 2009 (36. díjátadó) | Star Trek                                     | Star Trek                                          |
| 2009 (36. díjátadó) | Éli könyve                                    | The Book of Eli                                    |
| 2009 (36. díjátadó) | Transformers: A bukottak bosszúja             | Transformers: Revenge of the Fallen                |
| 2009 (36. díjátadó) | X-Men kezdetek: Farkas                        | X-Men Origins: Wolverine                           |

### 2010-es évek
| Év                       | Magyar cím                                  | Eredeti cím                                 |
| ------------------------ | ------------------------------------------- | ------------------------------------------- |
| 2010 (37. díjátadó)      | Eredet                                      | Inception                                   |
| 2010 (37. díjátadó)      | Azután                                      | Hereafter                                   |
| 2010 (37. díjátadó)      | Vasember 2.                                 | Iron Man 2                                  |
| 2010 (37. díjátadó)      | Ne engedj el!                               | Never Let Me Go                             |
| 2010 (37. díjátadó)      | Hibrid                                      | Splice                                      |
| 2010 (37. díjátadó)      | Tron: Örökség                               | Tron: Legacy                                |
| 2011 (38. díjátadó)      | A majmok bolygója: Lázadás                  | Rise of the Planet of the Apes              |
| 2011 (38. díjátadó)      | Sorsügynökség                               | The Adjustment Bureau                       |
| 2011 (38. díjátadó)      | Amerika Kapitány: Az első bosszúálló        | Captain America: The First Avenger          |
| 2011 (38. díjátadó)      | Csúcshatás                                  | Limitless                                   |
| 2011 (38. díjátadó)      | Super 8                                     | Super 8                                     |
| 2011 (38. díjátadó)      | X-Men: Az elsők                             | X-Men: First Class                          |
| 2012 (39. díjátadó)      | Bosszúállók                                 | The Avengers                                |
| 2012 (39. díjátadó)      | Az erő krónikája                            | Chronicle                                   |
| 2012 (39. díjátadó)      | Felhőatlasz                                 | Cloud Atlas                                 |
| 2012 (39. díjátadó)      | Az éhezők viadala                           | The Hunger Games                            |
| 2012 (39. díjátadó)      | Looper – A jövő gyilkosa                    | Looper                                      |
| 2012 (39. díjátadó)      | Prometheus                                  | Prometheus                                  |
| 2013 (40. díjátadó)      | Gravitáció                                  | Gravity                                     |
| 2013 (40. díjátadó)      | Végjáték                                    | Ender's Game                                |
| 2013 (40. díjátadó)      | Az éhezők viadala: Futótűz                  | The Hunger Games: Catching Fire             |
| 2013 (40. díjátadó)      | Tűzgyűrű                                    | Pacific Rim                                 |
| 2013 (40. díjátadó)      | Riddick                                     | Riddick                                     |
| 2013 (40. díjátadó)      | Star Trek – Sötétségben                     | Star Trek Into Darkness                     |
| 2014 (41. díjátadó)      | Csillagok között                            | Interstellar                                |
| 2014 (41. díjátadó)      | A majmok bolygója: Forradalom               | Dawn of the Planet of the Apes              |
| 2014 (41. díjátadó)      | A holnap határa                             | Edge of Tomorrow                            |
| 2014 (41. díjátadó)      | Godzilla                                    | Godzilla                                    |
| 2014 (41. díjátadó)      | Az éhezők viadala: A kiválasztott – 1. rész | The Hunger Games: Mockingjay – Part 1       |
| 2014 (41. díjátadó)      | A zéró elmélet                              | The Zero Theorem                            |
| 2015 (42. díjátadó)      | Star Wars VII. rész – Az ébredő Erő         | Star Wars: The Force Awakens                |
| 2015 (42. díjátadó)      | Ex Machina                                  | Ex Machina                                  |
| 2015 (42. díjátadó)      | Jurassic World                              | Jurassic World                              |
| 2015 (42. díjátadó)      | Mad Max – A harag útja                      | Mad Max: Fury Road                          |
| 2015 (42. díjátadó)      | Mentőexpedíció                              | The Martian                                 |
| 2015 (42. díjátadó)      | Terminátor: Genisys                         | Terminator Genisys                          |
| 2016 (43. díjátadó)      | Zsivány Egyes – Egy Star Wars-történet      | Rogue One: A Star Wars Story                |
| 2016 (43. díjátadó)      | Érkezés                                     | Arrival                                     |
| 2016 (43. díjátadó)      | A függetlenség napja – Feltámadás           | Independence Day: Resurgence                |
| 2016 (43. díjátadó)      | Éjféli látomás                              | Midnight Special                            |
| 2016 (43. díjátadó)      | Utazók                                      | Passengers                                  |
| 2016 (43. díjátadó)      | Star Trek: Mindenen túl                     | Star Trek Beyond                            |
| 2017 (44. díjátadó)      | Szárnyas fejvadász 2049                     | Blade Runner 2049                           |
| 2017 (44. díjátadó)      | Alien: Covenant                             | Alien: Covenant                             |
| 2017 (44. díjátadó)      | Élet                                        | Life                                        |
| 2017 (44. díjátadó)      | Star Wars VIII. rész – Az utolsó Jedik      | Star Wars: The Last Jedi                    |
| 2017 (44. díjátadó)      | Valerian és az ezer bolygó városa           | Valerian and the City of a Thousand Planets |
| 2017 (44. díjátadó)      | A majmok bolygója: Háború                   | War for the Planet of the Apes              |
| 2018/2019 (45. díjátadó) | Ready Player One                            | Ready Player One                            |
| 2018/2019 (45. díjátadó) | Alita: A harc angyala                       | Alita: Battle Angel                         |
| 2018/2019 (45. díjátadó) | ŰrDongó                                     | Bumblebee                                   |
| 2018/2019 (45. díjátadó) | Jurassic World: Bukott birodalom            | Jurassic World: Fallen Kingdom              |
| 2018/2019 (45. díjátadó) | Solo: Egy Star Wars-történet                | Solo: A Star Wars Story                     |
| 2018/2019 (45. díjátadó) | Bocs, hogy zavarom                          | Sorry to Bother You                         |
| 2018/2019 (45. díjátadó) | Upgrade – Javított verzió                   | Upgrade                                     |
| 2019/2020 (46. díjátadó) | Star Wars IX. rész – Skywalker kora         | Star Wars: The Rise of Skywalker            |
| 2019/2020 (46. díjátadó) | Ad Astra – Út a csillagokba                 | Ad Astra                                    |
| 2019/2020 (46. díjátadó) | Gemini Man                                  | Gemini Man                                  |
| 2019/2020 (46. díjátadó) | Lucy az égben                               | Lucy in the Sky                             |
| 2019/2020 (46. díjátadó) | Tenet                                       | Tenet                                       |
| 2019/2020 (46. díjátadó) | Terminátor: Sötét végzet                    | Terminator: Dark Fate                       |

### 2020-as évek
| Év                       | Magyar cím                                           | Eredeti cím                                        |
| ------------------------ | ---------------------------------------------------- | -------------------------------------------------- |
| 2021/2022 (50. díjátadó) | Nem                                                  | Nope                                               |
| 2021/2022 (50. díjátadó) | A jövő bűnei                                         | Crimes of the Future                               |
| 2021/2022 (50. díjátadó) | Dűne                                                 | Dune                                               |
| 2021/2022 (50. díjátadó) | Free Guy                                             | Free Guy                                           |
| 2021/2022 (50. díjátadó) | Godzilla Kong ellen                                  | Godzilla vs. Kong                                  |
| 2021/2022 (50. díjátadó) | Jurassic World: Világuralom                          | Jurassic World Dominion                            |
| 2022/2023 (51. díjátadó) | Avatar: A víz útja                                   | Avatar: The Way of Water                           |
| 2022/2023 (51. díjátadó) | Az Alkotó                                            | The Creator                                        |
| 2022/2023 (51. díjátadó) | M3GAN                                                | M3GAN                                              |
| 2022/2023 (51. díjátadó) | Préda                                                | Prey                                               |
| 2022/2023 (51. díjátadó) | Transformers: A fenevadak kora                       | Transformers: Rise of the Beasts                   |
| 2023/2024 (52. díjátadó) | Dűne: Második rész                                   | Dune: Part Two                                     |
| 2023/2024 (52. díjátadó) | Furiosa: Történet a Mad Maxből                       | Furiosa: A Mad Max Saga                            |
| 2023/2024 (52. díjátadó) | Az éhezők viadala: Énekesmadarak és kígyók balladája | The Hunger Games: The Ballad of Songbirds & Snakes |
| 2023/2024 (52. díjátadó) | A majmok bolygója: A birodalom                       | Kingdom of the Planet of the Apes                  |
| 2023/2024 (52. díjátadó) | Megalopolisz                                         | Megalopolis                                        |
| 2023/2024 (52. díjátadó) | Venom – Az utolsó menet                              | Venom: The Last Dance                              |

## Rekordok

### Többszörös győzelmek
7 győzelem
- Csillagok háborúja

2 győzelem
- Alien
- Marvel-moziuniverzum
- Superman-filmek
- Terminátor
- X-Men-filmek

### Többszörös jelölések
| 12 jelölés - Star Trek 11 jelölés - Csillagok háborúja 6 jelölés - Alien - A majmok bolygója-filmek 5 jelölés - Marvel-moziuniverzum - Terminátor - X-Men-filmek 4 jelölés - Az éhezők viadala-filmek 3 jelölés - Dűne filmek - Vissza a jövőbe - Robotzsaru-filmek - Transformers - Mad Max | 2 jelölés - Avatar-filmek - Szárnyas fejvadász-filmek - Menekülés New Yorkból-filmek - Fantasztikus Négyes-filmek - Godzilla - Drágám, a kölykök-filmek - A függetlenség napja-filmek - Vasember-filmek - Mátrix-filmek - Ragadozó-filmek - Rövidzárlat-filmek - Tomb Raider-filmek - Tron-filmek |

## Fordítás
- Ez a szócikk részben vagy egészben  a   Saturn Award for Best Science Fiction Film című angol Wikipédia-szócikk fordításán alapul.  Az eredeti cikk szerkesztőit annak laptörténete sorolja fel. Ez a jelzés csupán a megfogalmazás eredetét és a szerzői jogokat jelzi, nem szolgál a cikkben szereplő információk forrásmegjelöléseként.